# Vahlia

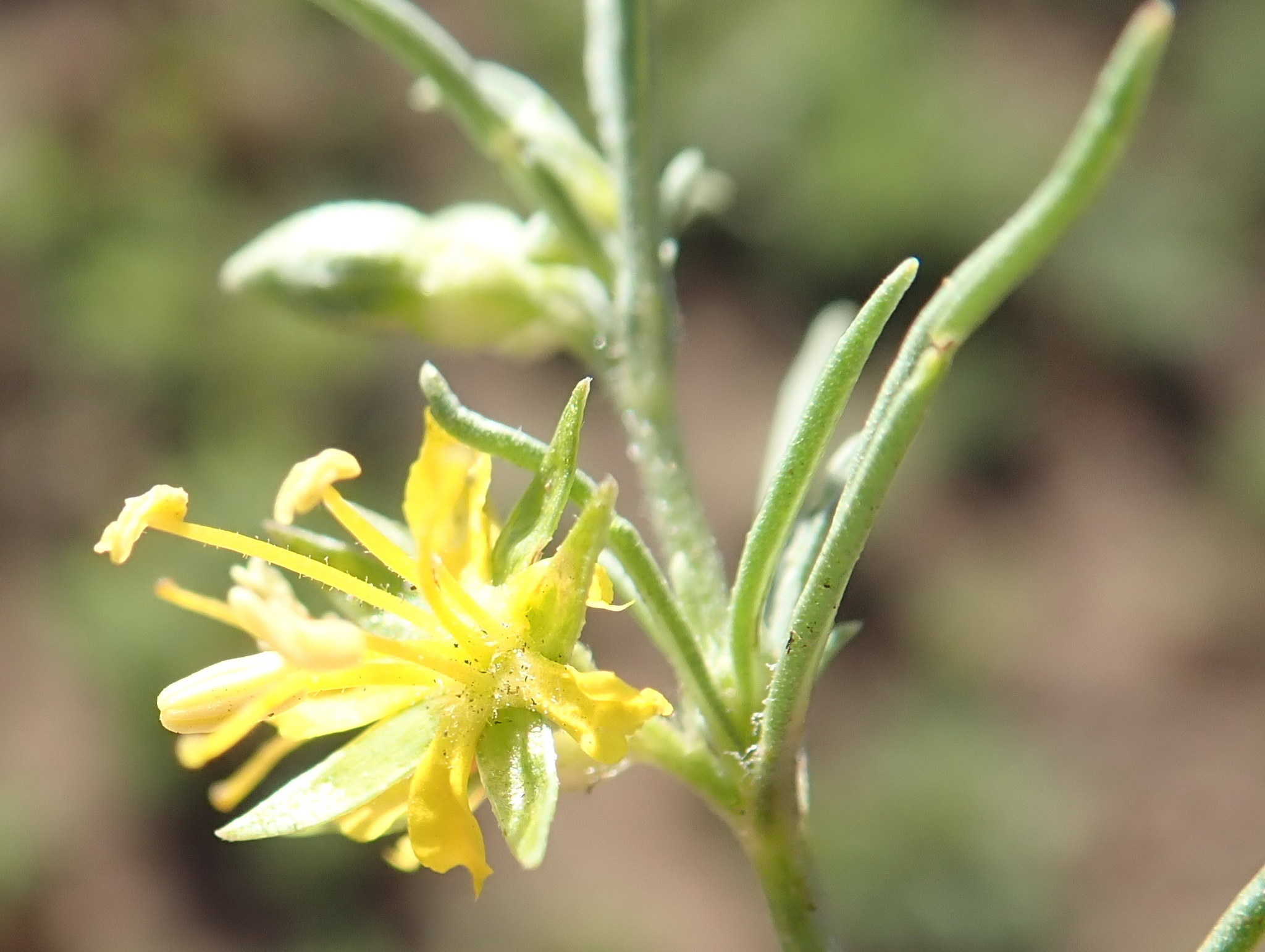
Detail květu Vahlia capensis

Vahlia je jediný rod čeledi Vahliaceae vyšších dvouděložných rostlin. Jsou to žláznaté byliny s bílými nebo žlutými pětičetnými květy a jednoduchými vstřícnými listy. Rod zahrnuje 5 druhů a je rozšířen v Africe, na Madagaskaru a v Asii.

## Popis
Zástupci rodu Vahlia jsou vzpřímené jednoleté nebo dvouleté byliny se vstřícnými jednoduchými celokrajnými listy bez palistů. Rostliny jsou hustě žlaznatě chlupaté. Květy jsou pravidelné, pětičetné, ve vrcholících. Kališní i korunní lístky jsou volné. Koruna je bílá nebo žlutá. Tyčinek je 5, jsou volné, nesrostlé, umístěné naproti kališním lístkům. Semeník je spodní, srostlý ze 2 až 3 plodolistů, s jedinou komůrkou a volnými vrcholovými čnělkami. V semeníku je mnoho vajíček. Plodem je mnohasemenná tobolka.

## Rozšíření
Rod Vahlia zahrnuje 5 druhů. Vyskytuje se v Africe, na Madagaskaru a roztroušeně v Asii.
Centrum rozšíření je v Africe, kde se vyskytuje všech 5 druhů. Tři z nich zasahují i do Asie: V. dichotoma do Indie a na Srí Lanku, V. digyna do Pákistánu a severozápadní Indie, V. geminiflora do Íránu a Iráku. Na Madagaskaru roste jediný druh, V. digyna. Druh V. capensis je endemit jihoafrického Kapska.

## Taxonomie
Tachtadžjan řadil Vahliaceae do řádu lomikamenotvaré (Saxifragales), v ostatních klasických systémech byl rod Vahlia povětšině součástí čeledi lomikamenovité (Saxifragaceae). V systému APG III) byla tato čeleď ponechána nezařazená v rámci vývojové větve nazývané 'Lamiids', ve verzi APG IV z roku 2016 je řazena do samostatného řádu Vahliales.